# Province de Sa Kaeo
Sa Kaeo (en thaï : สระแก้ว ; API [sàʔ kɛ̂ːw]) est une province (changwat) de Thaïlande.
Elle est située dans l'est du pays. Sa capitale est la ville de Sa Kaeo. À l'est, elle borde le Cambodge.
Les provinces voisines sont, depuis le sud et dans le sens des aiguilles d'une montre, Chanthaburi, Chachoengsao, Prachinburi, Nakhon Ratchasima et Buriram.

## Histoire
À la chute des Khmers rouges, la province connaît un afflux de réfugiés cambodgiens. Dès novembre 1979 est créé sous l'égide du Haut Commissariat des Nations unies pour les réfugiés un camp qui fonctionnera à Khao I Dang jusqu'en 1988. Le Comité international de la Croix-Rouge entretenait dans le camp un grand hôpital,.
La province de Sa Kaeo a été créée en 1993 par séparation de six districts de la province de Prachin Buri : Sa Kaeo, Khlong Hat, Wang Nam Yen, Aranya Prathet, Ta Phraya et Watthana Nakhon. Il s'agit de l'une des trois provinces les plus récentes de Thaïlande, avec Amnat Charoen et Nong Bua Lamphu.

## Géographie
Le nord de la province est recouvert par les forêts des montagnes de Dong Phaya Yen. Au sud s'étendent des plaines vallonnées.
Deux parcs nationaux sont situés dans la chaîne des Cardamomes, à la frontière avec le Cambodge, afin de protéger les forêts humides : 
- le parc national de Pang Sida créé en 1982 ;
- le parc national de Ta Phraya créé en 1996.

## Subdivisions

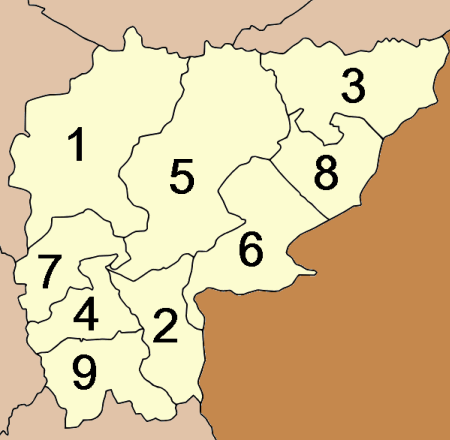
Carte des amphoe de la province de Sa Kaeo.

Sa Kaeo est subdivisée en 9 districts (amphoe) :
1. Mueang Sa Kaeo (อำเภอเมืองสระแก้ว)
2. Khlong Hat (อำเภอคลองหาด)
3. Ta Phraya (อำเภอตาพระยา)
4. Wang Nam Yen (อำเภอวังน้ำเย็น)
5. Watthana Nakhon (อำเภอวัฒนานคร)
6. Aranyaprathet (อำเภออรัญประเทศ)
7. Khao Chakan (อำเภอเขาฉกรรจ์)
8. Khok Sung (อำเภอโคกสูง)
9. Wang Sombun (อำเภอวังสมบูรณ์)

Ces districts sont eux-mêmes subdivisés en 59 sous-districts (tambon) et 619 villages (muban).

## Tourisme

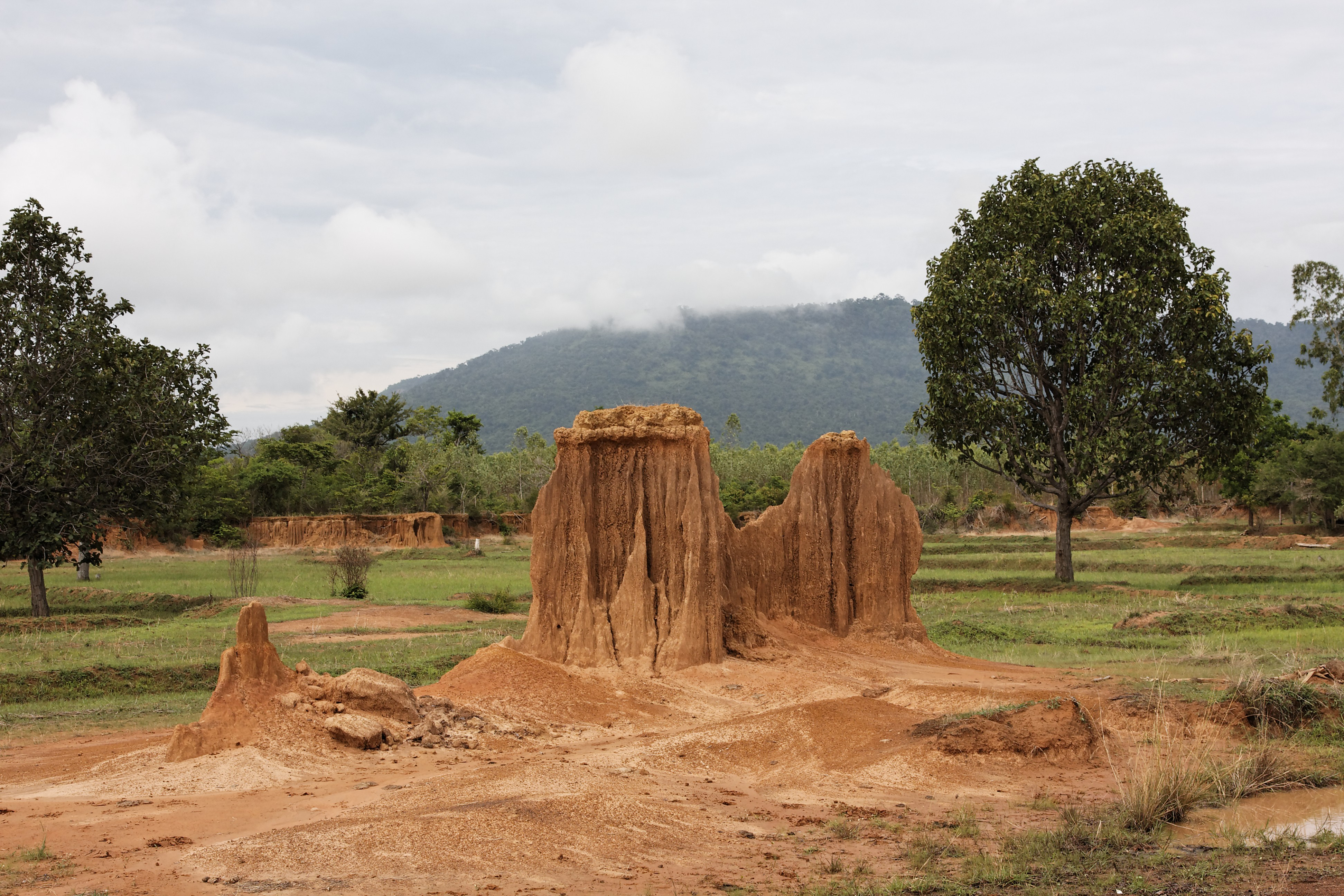
Lalu est une attraction naturelle de Sakaeo, Thaïlande

- Lalu est une attraction naturelle de Sakaeo, ThaïlandeCanyon de Lalu, une curiosité naturelle dans l'amphoe de Ta Phraya
- Prasat Sdok Kok Thom, temple khmer célèbre pour sa stèle listant et relatant la vie des premiers souverain de l'empire khmer
- Prasat Khao Noi, un petit temple khmer récemment restauré